# Угода наосліп (фільм, 1922)
Угода всліпу (англ. A Blind Bargain) — американська детективна фантастика режисера Воллеса Ворслі 1922 року.

## Сюжет
Божевільний доктор Лемб, люблячий експериментувати з людськими тілами, створює собі огидного помічника, який у результаті виходить з-під його контролю.

## У ролях
- Лон Чейні — доктор Артур Лемб / чоловік мавпа
- Реймонд МакКі — Роберт Санделл
- Вірджинія Тру Бордман — місіс Санделл
- Фонтейн Ла Ру — місіс Лемб
- Жаклін Логан — Анжела Маршалл
- Еджі Геррінг — Бессі
- Вірджинія Медісон — мати Анжели
- Воллес Бірі — людина-звір
- Бетсі Енн Хісл — маленька дівчинка